# Kazimiera Gruszczyńska
Kazimiera Gruszczyńska (imię zakonne Maria od św. Józefa Gruszczyńska; ur. 31 grudnia 1848 w Kozienicach, zm. 17 września 1927 tamże) – polska zakonnica, założycielka i pierwsza przełożona generalna Zgromadzenia Sióstr Franciszkanek od Cierpiących oraz Czcigodna Służebnica Boża Kościoła katolickiego.

## Życiorys
Kazimiera Gruszczyńska urodziła się w diecezji radomskiej w wielodzietnej rodzinie Andrzeja i Józefy z domu Chrzanowskiej u schyłku 1848. 19 marca 1849 została ochrzczona w parafialnym kościele Świętego Krzyża w Kozienicach otrzymując imiona Sylwestra, Józefa, Kazimiera, a następnie w tym samym kościele w 1857 przyjęła Pierwszą komunię świętą. Wychowywana była w atmosferze wzajemnego szacunku, religijności oraz poczucia patriotyzmu do swojej ojczyzny. Początkowo naukę pobierała w domu rodzinnym, później w szkole elementarnej, a następnie w Aleksandryjskim Instytucie Wychowania Panien w Puławach, gdzie mając dziesięć lat w 1858, złożyła prywatny ślub czystości. Po trzech latach nauki, za włączenie się w manifestacje patriotyczne, została odesłana do domu, a dalszą naukę pobierała na pensji w Skierniewicach, którą ukończyła w 1864.
Miała zamiar otworzyć własną szkołę, ale mimo posiadanych kwalifikacji nauczycielskich nie otrzymała pozwolenia władz, bo przeszkodą była adnotacja o jej patriotycznej postawie w Puławach. W końcu października 1869 przyjęła z rąk bp. Michała Józefa Juszyńskiego sakrament bierzmowania w kozienickim kościele parafialnym, opiekując się w tym czasie chorą matką, która wkrótce 25 sierpnia 1870 zmarła. Swoje życie coraz bardziej ukierunkowała na sprawy religijne: msza święta, adoracja Najświętszego Sakramentu, lektura duchowa czy nawiedzanie chorych, poddając się kierownictwu duchowemu miejscowego proboszcza ks. Józefa Khauna, który jej nawet przekazał klucz do bocznych drzwi kościoła, aby w dowolnym czasie mogła do niego przyjść. Zaczęła poważnie myśleć o wstąpieniu do zakonu, ale sprzeciwiał się temu jej ojciec, który po śmierci trójki dzieci i żony nie chciał wyrazić na to zgody. Dzięki pomocy spowiednika ks. Khauna starała się o przyjęcie do szarytek w Warszawie na Tamce, ale zamiar ten nie doszedł do skutku.
W połowie czerwca 1875 wyjechała do Zakroczymia na rekolekcje pod kierunkiem kapucyna o. Honorata Koźmińskiego, późniejszego błogosławionego, po których zdecydowała się 24 czerwca na wstąpienie do tworzącego się ukrytego Zgromadzenia Posłanniczek Serca Jezusowego, składając pierwsze śluby zakonne 1 czerwca 1879.
W 1881 przejęła opiekę nad Schroniskiem dla Nauczycielek Inwalidek w Warszawie przy ulicy Żurawiej, a następnie w 1882 z polecenia o. Honorata została przełożoną zakładu dobroczynnego Przytulisko w Warszawie przy ulicy Wilczej i nowej wspólnoty zakonnej pod nazwą Siostry Cierpiących, oddanej posłudze chorym i ubogim. W 1908 o. Honorat zwolnił ją z macierzystego zgromadzenia, a w roku następnym już jako franciszkanka od cierpiących, ponowiła swoje śluby zakonne. Troszczyła się o materialny rozwój zgromadzenia, zabiegała o godziwe warunki pracy, mieszkania, codziennego funkcjonowania sióstr. Jeżeli zachodziła taka potrzeba, dzieliła się tym, co sama posiadała, np. ubraniem czy jedzeniem.
W 1884 otwarła pierwsze placówki zakonne w: Zawierciu, Odessie, Krasławiu i przyjęła pracę w lecznicy okulistycznej w Wilnie, a następnie zorganizowała przytułki noclegowe w Warszawie dla najbardziej opuszczonych (na Solcu, Nowolipkach, Szerokim Dunaju, na Pradze i przy ulicy Pańskiej), a potem otworzyła następne placówki sióstr w Lublinie i Zelcu (koło Odessy) oraz przejęła pod opiekę zakład wychowawczy dla chłopców w Warszawie przy ulicy Litewskiej. W następnym roku przejęła pod opiekę warszawski zakład dobroczynny dla ubogich matek, nazwany później „Macierzyństwo”.
W kwietniu 1888 wyjechała do Rzymu w celu zatwierdzenia nowo powstałego Zgromadzenia, uzyskując jedynie aprobatę i błogosławieństwo na audiencji prywatnej od papieża Leona XIII. W 1895 przejęła pod opiekę zakład dla nieuleczalnie chorych w Warszawie przy ul. Wspólnej, który w 1898 został przeniesiony na teren posesji Królikarnia (obecnie ul. Puławska 113a). Z jej inicjatywy w 1907 zostało zarejestrowane w Warszawie Towarzystwo Opieki nad Pielęgniarkami pw. Św. Józefa, w skład którego weszły wyłącznie siostry franciszkanki, zapewniając w ten sposób jej ukrytemu zgromadzeniu status prawny. W tym czasie 6 grudnia 1908 została zwolniona ze Zgromadzenia Posłanniczek Serca Jezusowego. Z początkiem 1909 zostały napisane Konstytucje Zgromadzenia oraz wprowadzona nowa nazwa dla wspólnoty zakonnej jako: Siostry Franciszkanki od Cierpiących (łac. Sorores Franciscales ab Afflictis). Po ponownych staraniach w Stolicy Apostolskiej, 30 lipca 1909 Zgromadzenie Sióstr Franciszkanek od Cierpiących otrzymało dekret pochwalny z Rzymu oraz zatwierdzenie Konstytucji zakonnych, po którym 21 listopada tegoż roku matka Kazimiera Gruszczyńska złożyła śluby wieczyste, przyjmując imię zakonne Maria od św. Józefa. 27 stycznia 1910 pierwsza kapituła generalna wybrała ją na matkę generalną Zgromadzenia, liczącego wówczas 85 sióstr i 11 domów zakonnych. Za działalność na rzecz cierpiących Matka Kazimiera otrzymała w 1915 od władz rosyjskich złoty medal Za miłosierdzie. Ponownie wybrana została na przełożoną generalną sióstr również na kolejnej kapitule 27 stycznia 1922, a następnie 20 kwietnia tegoż roku za pracę apostolską wśród chorych i cierpiących została odznaczona orderem Pro Ecclesia et Pontifice przyznanym przez papieża Piusa XI.
Kazimiera Gruszczyńska utworzone przez siebie Zgromadzenie Sióstr Franciszkanek od Cierpiących prowadziła przez 45 lat. Zmarła 17 września 1927 w Kozienicach, przyjmując wcześniej 27 sierpnia sakrament chorych z rąk ks. Jana Klimkiewicza. Jej ciało zostało następnie przewiezione do Warszawy i początkowo złożone na cmentarzu Powązkowskim w kwaterze sióstr (kw. 298-2-13). 18 i 19 marca 2022 odbyła się ekshumacja pod nadzorem trybunału kościelnego. Jej szczątki zostały oczyszczone i kanonicznie rozpoznane przez stosownych biegłych. Złożono je w miedzianej urnie, którą hermetycznie zamknięto i opieczętowano, a następnie przekazano trybunałowi ustanowionemu przez bp. Marka Solarczyka. Urnę złożono w drewnianym sarkofagu w kaplicy bocznej kościoła św. Józefa w Kozienicach.

## Publikacje
- Zofia Paula Tajber, Kazimiera Gruszczyńska (przygotował Joachim Roman Bar): Wybór pism Zofii Pauli Tajber i Kazimiery Gruszczyńskiej. Warszawa: Akademia Teologii Katolickiej, 1981, seria: Polskie teksty ascetyczne, t. 2. OCLC 9218498. Brak numerów stron w książce
- Kazimiera Gruszczyńska (Albert Warso, Maciej Figas): Z Kozienic, ku chwale ołtarzy. Droga do świętości Sługi Bożej Kazimiery Gruszczyńskiej. Warszawa: Zgromadzenie Sióstr Franciszkanek od Cierpiących, 2015. ISBN 978-83-938815-3-6. OCLC 1036388576. Brak numerów stron w książce
- Kazimiera Gruszczyńska (wstęp i opracowanie Lucyna Czermińska, Józef Marecki): Historia Zgromadzenia Sióstr Franciszkanek od Cierpiących. Wyd. I. Kraków: Wydawnictwo Avalon, 2019. ISBN 978-83-7730-392-4. OCLC 1111750926. Brak numerów stron w książce

## Proces beatyfikacji
Przekonane o jej świątobliwości siostry gromadziły dokumenty w celu starań o wyniesienie ją na ołtarze. Zgromadzenie Sióstr Franciszkanek od Cierpiących, pismem z 6 maja 2011 s. Lucyny Czermińskiej CSFA zwróciło się do biskupa radomskiego Henryka Tomasika z prośbą o przeprowadzenie procesu beatyfikacyjnego, który z kolei pismem z 15 lutego 2012 zwrócił się do Konferencji Episkopatu Polski o stosowną opinię w tej sprawie. Episkopat Polski na 357. zebraniu plenarnym w dniach 13–14 marca 2012 w Warszawie zaaprobował prośbę diecezji radomskiej o rozpoczęcie jej procesu beatyfikacyjnego. Kolejnym krokiem do rozpoczęcia procesu było zwrócenie się o nihil obstat do Stolicy Apostolskiej o udzielenie zgody na rozpoczęcie procesu beatyfikacji, którą wydano 16 stycznia 2013.
6 kwietnia 2013 w kościele Świętego Krzyża w Kozienicach bp. Henryk Tomasik uroczystą mszą świętą rozpoczął proces beatyfikacji siostry Kazimiery Gruszczyńskiej, a na postulatorkę procesu wyznaczono s. Lucynę Czermińską CSFA. Po zbadaniu świątobliwości jej życia oraz dokumentacji 27 czerwca 2014 w kościele Świętego Krzyża w Kozienicach nastąpiło zamknięcie przez bp. Henryka Tomasika procesu diecezjalnego, po czym akta zostały 15 września tegoż roku przekazane Kongregacji Spraw Kanonizacyjnych w Rzymie. W 2018 złożono tzw. Positio wymagane w dalszej procedurze beatyfikacyjnej, po czym 9 kwietnia 2022 decyzją papieża Franciszka promulgowano dekret o heroiczności jej cnót. Od tej pory przysługuje jej tytuł Czcigodnej Służebnicy Bożej. Postulatorem w procesie rzymskim został wyznaczony ks. Albert Warso.

## Upamiętnienie
Od 1997 w domach Zgromadzenia Sióstr Franciszkanek od Cierpiących odmawiana jest modlitwa, zatwierdzona przez Kurię Metropolitalną w Warszawie o uproszenie łask za jej wstawiennictwem. Od pierwszych lat po jej śmierci obchodzone są w Zgromadzeniu rocznice związane z jej życiem (urodzin, imienin i śmierci), organizowane są wieczornice, akademie, sympozja, a także odprawiane są msze św. o łaskę wyniesienia jej na ołtarze. W 2012, w domu Zgromadzenia  (Kozienice, ul. Konstytucji 3 Maja 37), w pokoju w którym zmarła utworzono jej izbę pamięci z ekspozycją pamiątek które po niej pozostały m.in.: ubiór, przybory codziennego użytku, pieczęć herbowa, modlitewniki, różaniec czy krzyże. Placówki w Kozienicach – Dom pomocy społecznej przy ul. Lubelskiej 50 uchwałą Rady powiatu kozienickiego z 2015 oraz hospicjum przy ul. Jana Kochanowskiego 2 prowadzone od 2019 nazwano jej imieniem, a od 2017 na mocy uchwały Rady Miasta w Kozienicach jedną z ulic w tym mieście nazwano również jej imieniem.